# マリー・キャリー

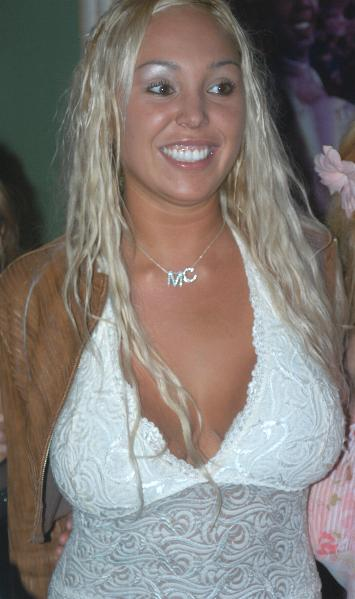
マリー・キャリー

マリー・キャリー（Mary Carey，1980年6月15日生）は、アメリカ合衆国オハイオ州クリーブランド出身のポルノ女優。2003年のカリフォルニア州知事選に立候補したが失敗。2004年にはAVNの最高新人女優賞の受賞候補となった。

## 受賞
- 2013年 AVN殿堂顕彰